# Цемне (Підляське воєводство)
Цемне (пол. Ciemne) — село в Польщі, у гміні Суховоля Сокульського повіту Підляського воєводства.
Населення — 77 осіб (2011).
У 1975-1998 роках село належало до Білостоцького воєводства.

## Демографія
Демографічна структура станом на 31 березня 2011 року:
|          | Загалом | Допрацездатний вік | Працездатний вік | Постпрацездатний вік |
| -------- | ------- | ------------------ | ---------------- | -------------------- |
| Чоловіки | 36      | 7                  | 22               | 7                    |
| Жінки    | 41      | 12                 | 18               | 11                   |
| Разом    | 77      | 19                 | 40               | 18                   |